# جنادة بن أبي أمية
جنادة بن أبي أمية الدوسي قيل: صحابي وقيل: تابعي من كبار التابعين. شهد فتح مصر وكان أميراً على غزو البحر وقائد الاسطول البحري واحد قادة الشام، موصوفاً بالشجاعة والخير، توفي بالشام وقد قارب الثمانين. حدث عن معاذ بن جبل، وعمر بن الخطاب، وأبو الدرداء الأنصاري، وعبادة بن الصامت، وبسر بن أبي أرطاة. روى عنه ولده سليمان، وبسر بن سعيد، ومجاهد بن جبر، ورجاء بن حيوة، وعبد الرحمن الصنابحي، وأبو الخير مرثد اليزني، وعلي بن رباح، وعمير بن هانئ، وعبادة بن نسي.

## النسب
هو جنادة بن أبي أمية الدوسي، وقد أختلف بلقبه فقد ذكرت أغلب المصادر بأنه من دوس، وبعض المصادر ذكرت بأنه جنادة بن أبي أمية الأزدي، وبعض المصادر ذكرت بأنه جنادة بن أبي أمية الزهراني الأزدي.

### الإختلاف
أختلف الكثير بشخصية جنادة بن أبي أمية، حيث ذكر الإمام البخاري في كتاب التاريخ الكبير اسم أبي أمية كثير، وبأن ابن أبي أمية إسمه حاتم عن أبيه، ويذكر باسم جنادة بن أبي أمية الدوسي، بينما ذكره أبو نعيم الأصبهاني في كتاب أسد الغابة في معرفة الصحابة باسم جنادة بن أبي أمية الأزدي، بينما ذكره ابن قانع باسم جنادة بن مالك الأزدي وبأن أبي أمية إسمه مالك.

## حياته
كان صديقاً لأول الخلفاء، أبو بكر (حكم من 632-634) وعمر بن الخطاب (حكم من 634 إلى 644)، وكذلك معاذ بن جبل (وهو رفيق مقرب آخر لنبي الإسلام محمد). نقل الأحاديث التي حفظها منهم وكان يعتبر بشكل عام مرجعية موثوقة. على الأرجح أنه كان طفلاً في وقت وفاة محمد عام 632. توفي عام 699 ميلادي.

### حملاته ضد البيزنطيون
شارك جنادة بن أبي أمية في فتح مصر في عقد 650 مع عمرو بن العاص. وفقًا للمصادر الإسلامية المصرية والسورية المبكرة، أشرف جنادة على الغارات البحرية ضد الإمبراطورية البيزنطية التي بدأها معاوية بن أبي سفيان، المؤسس المستقبلي للخلافة الأموية، أثناء حكمه لسوريا. توقفت أنشطة جنادة خلال فتنة مقتل عثمان بن عفان (656-661)، على الأرجح بسبب اضطرار معاوية إلى تركيز قواته لمواجهته مع علي بن أبي طالب.
بعد أن أصبح معاوية الخليفة عام 661، استرجع جنادة دوره كقائد عام للغارات البحرية. تذكر الكثير من المصادر الإسلامية المبكرة للحروب العربية البيزنطية غزوة واحدة على الأقل قادها جنادة ضد البيزنطيين في الفترة: 672/73-679/80 ، في عهد معاوية بن أبي سفيان. كتاب تاريخ الطبري والبلاذري كلاهم نقلوا من الواقدي أن قد قاد جنادة غزوه بحرية واسعة النطاق ضد رودس في 672 أو 673.

## وفاته
توفي سنة 78 هـ.

## المرجع
1. 1 2  ابن حبان (1991)، مشاهير علماء الأمصار وأعلام فقهاء الأقطار، تحقيق: مرزوق علي إبراهيم، المنصورة: دار الوفاء، ص. 181، QID:Q117338154 – عبر المكتبة الشاملة
2. 1 2  "أرشيف الإسلام - عرض ( سليمان بن جنادة بن أبي أمية الدوسي) من باب السين الضعفاء للعقيلي". مؤرشف من الأصل في 2021-08-29. اطلع عليه بتاريخ 2021-08-29.
3. 1 2 3  جنادة بن أبي أمية الدوسي - The Hadith Transmitters Encyclopedia نسخة محفوظة 2020-09-04 على موقع واي باك مشين.
4. ↑  ابن عساكر (1995)، تاريخ مدينة دمشق، تحقيق: عمر بن غرامة العمروي، بيروت: دار الفكر للطباعة والنشر والتوزيع، ج. 11، ص. 296، OCLC:4770667638، QID:Q116753093 – عبر المكتبة الشاملة
5. ↑  ابن عبد البر (1992)، الاستيعاب في معرفة الأصحاب، تحقيق: علي محمد البجاوي (ط. 1)، بيروت: دار الجيل للطبع والنشر والتوزيع، ج. 1، ص. 249، OCLC:4769991634، QID:Q116749659 – عبر المكتبة الشاملة
6. 1 2  ابن حجر العسقلاني (1994). إِتْحَافُ الْمَهَرَة بِالْفَوَائِدِ الْمُبْتَكَرَة مِنْ أَطْرَافِ الْعَشَرَة (ط. 1). المدينة المنورة: مجمع الملك فهد لطباعة المصحف الشريف. ج. 4. ص. 78. ISBN:9960-770-00-1. OCLC:4769958866. OL:13210919M. QID:Q113622182 – عبر المكتبة الشاملة.
7. ↑  ابن كثير الدمشقي. البداية والنهاية. ص. 28 الجزء التاسع. مؤرشف من الأصل في 2021-08-21.
8. ↑  أسد الغابة - ابن الأثير - ج ١ - الصفحة ٣٠٠
9. ↑  "رجال / تنقيح المقال في علم الرجال الجزء السادس عشر / مؤلف : الشيخ عبدالله المامقاني". مؤرشف من الأصل في 2014-11-21. اطلع عليه بتاريخ 2021-08-29.
10. ↑   https://web.archive.org/web/20210829070103/http://islamport.com/w/trj/Web/267/74.htm. مؤرشف من الأصل في 2021-08-29. اطلع عليه بتاريخ 2021-08-29. {{استشهاد ويب}}: الوسيط |title= غير موجود أو فارغ (مساعدة)
11. ↑  خير الدين الزركلي (2002)، الأعلام: قاموس تراجم لأشهر الرجال والنساء من العرب والمستعربين والمستشرقين (ط. 15)، بيروت: دار العلم للملايين، ج. 2، ص. 140، OCLC:1127653771، QID:Q113504685 – عبر المكتبة الشاملة
12. ↑  ابن الأثير الجزري (1994)، أسد الغابة في معرفة الصحابة، تحقيق: عادل أحمد عبد الموجود، علي محمد معوض (ط. 1)، بيروت: دار الكتب العلمية، ج. 1، ص. 557، OCLC:4770581728، QID:Q116752568 – عبر المكتبة الشاملة
13. ↑  ابن الأثير الجزري (1994)، أسد الغابة في معرفة الصحابة، تحقيق: عادل أحمد عبد الموجود، علي محمد معوض (ط. 1)، بيروت: دار الكتب العلمية، ج. 1، ص. 558، OCLC:4770581728، QID:Q116752568 – عبر المكتبة الشاملة
14. ↑  http://hadithtransmitters.hawramani.com/%D8%AC%D9%86%D8%A7%D8%AF%D8%A9-%D8%A8%D9%86-%D9%85%D8%A7%D9%84%D9%83/ نسخة محفوظة 2020-09-09 على موقع واي باك مشين.
15. 1 2 3  "Arab Attacks on Rhodes in the Pre-Ottoman Period". Journal of the Royal Asiatic Society. Journal of the Royal Asiatic Society. ص. 158. {{استشهاد بكتاب}}: تجاهل المحلل الوسيط |بواسطة= لأنه غير معروف، ويقترح استخدام |عبر= (مساعدة) وروابط خارجية في |بواسطة= (مساعدة)
16. ↑  Bewley؛ Aisha (1997). The Men of Madina. ج. 1. ISBN:1-897940-68-8.
17. 1 2 3  Conrad. ص. 358.
18. ↑  Conrad. ص. 359.
19. ↑  Jankowiak؛ Marwk (2013). The First Arab Siege of Constantinople. Travaux et mémoires. ص. 266. {{استشهاد بكتاب}}: تجاهل المحلل الوسيط |بواسطة= لأنه غير معروف، ويقترح استخدام |عبر= (مساعدة) وروابط خارجية في |بواسطة= (مساعدة)
20. ↑  سير أعلام النبلاء وممن أدرك زمان النبوة جنادة المكتبة الإسلامية. وصل لهذا المسار في 28 سبتمبر 2016 نسخة محفوظة 25 يوليو 2017 على موقع واي باك مشين.